# Harry T. Morey
Harry T. Morey est un acteur américain né le 21 août 1873 à Charlotte, Michigan (États-Unis), et mort le 24 janvier 1936 à New York (État de New York).

## Filmographie
- 1910 : Capital vs. Labor
- 1910 : The Fruits of Vengeance
- 1910 : Clancey : Clancy
- 1911 : Red Eagle : Red Eagle
- 1911 : The Sacrifice
- 1911 : The Trapper's Daughter : The Trapper

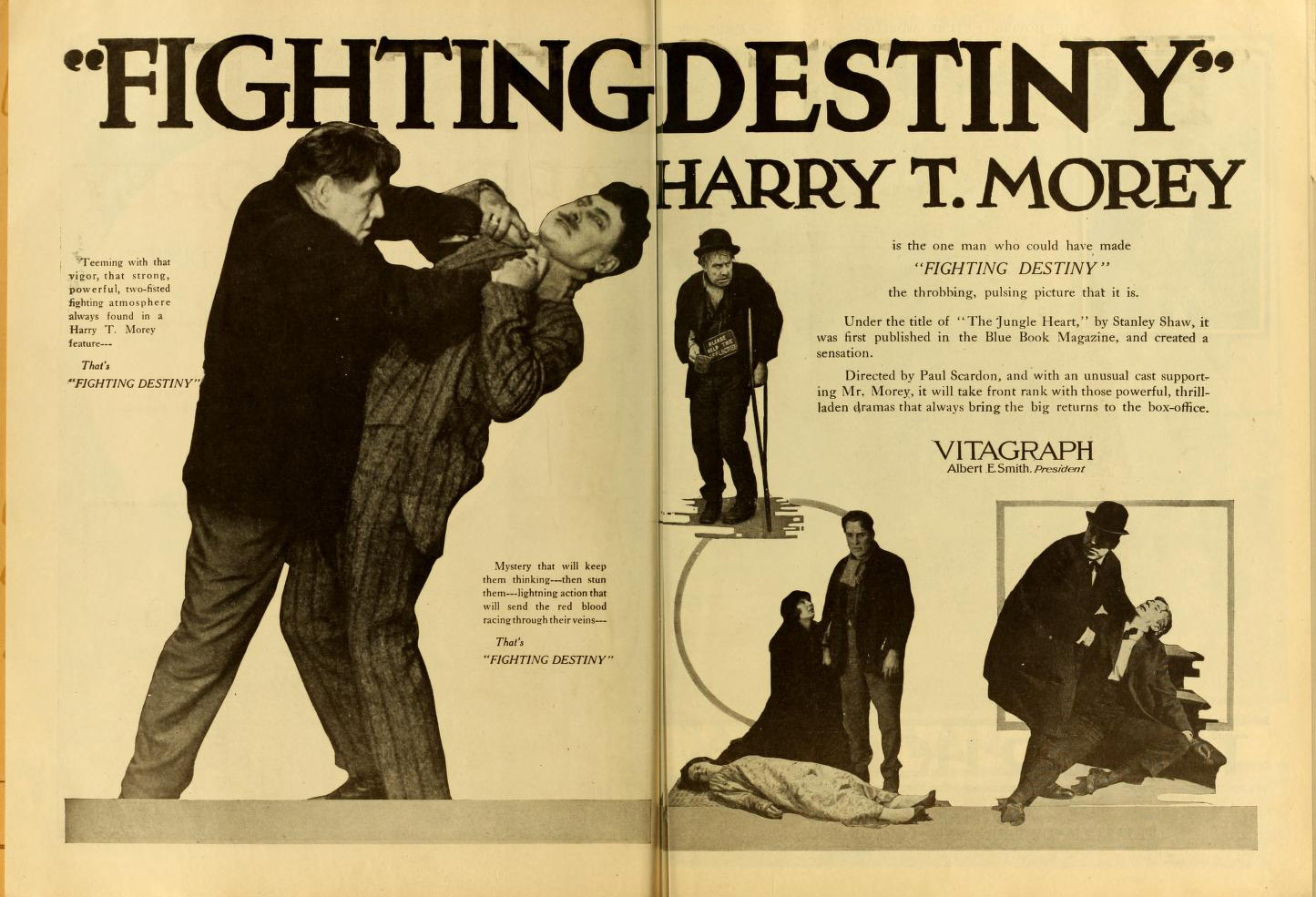
Fighting Destiny (1919)

- 1911 : Snow Bound with a Woman Hater : A Woman Hating Bachelor
- 1911 : On a Tramp Steamer
- 1911 : The Sky Pilot : Charles Rawden, the Sky Pilot
- 1911 : The Return of 'Widow' Pogson's Husband
- 1911 : The Strategy of Ann
- 1911 : Two Wolves and a Lamb
- 1911 : The Price of Gold
- 1911 : Intrepid Davy
- 1911 : Billy the Kid
- 1911 : The Bell of Justice
- 1911 : Man to Man
- 1911 : The Sheriff's Friend
- 1911 : The General's Daughter
- 1911 : The Three Brothers
- 1911 : The Thumb Print : The Husband
- 1911 : Beyond the Law : Anse Langdon
- 1911 : Forgotten; or, An Answered Prayer
- 1911 : Carr's Regeneration
- 1911 : The Missing Will
- 1911 : The Indian's Flute
- 1911 : Auld Lang Syne : The Anse
- 1912 : The Meeting of the Ways
- 1912 : Caught in the Rain
- 1912 : The Blind Miner
- 1912 : Indian Romeo and Juliet : Kowa / Paris
- 1912 : A Timely Rescue : The Dishonest Employee
- 1912 : The Love of John Ruskin
- 1912 : A Cure for Pokeritis de Laurence Trimble
- 1912 : Irene's Infatuation
- 1912 : Mrs. 'Enry 'Awkins : Bill Brown
- 1912 : The Old Silver Watch : A Bandit
- 1912 : Mr. Bolter's Infatuation : A Police Lieutenant
- 1912 : Working for Hubby : Brown
- 1912 : Red Ink Tragedy : A Detective
- 1912 : The Lady of the Lake : King James V and James Fitz-James
- 1912 : The Cylinder's Secret : Howard Johns, a Millionaire
- 1912 : The Light that Failed
- 1912 : The Nipper's Lullaby : Bill Hammond
- 1912 : The French Spy : An Arab Leader
- 1912 : The Extension Table : Herbert Jenkins
- 1912 : Her Old Sweetheart : A Policeman
- 1912 : Aunty's Romance : The Doctor
- 1912 : Rock of Ages
- 1912 : The Barrier That Was Burned : Dandy Dick
- 1912 : The Light of St. Bernard : The Lighthouse Keeper
- 1912 : The Miracle : The Minister of Worship
- 1912 : A Juvenile Love Affair : The Boy's Father
- 1912 : The Bogus Napoleon
- 1912 : The Counts : The Dandy Masquerading as a Count
- 1912 : The Red Barrier : A Russian Diplomat
- 1912 : Nothing to Wear : The Husband
- 1912 : As You Like It (en) : Duke Frederick
- 1912 : In the Furnace Fire : Frank Johnson
- 1912 : None But the Brave Deserve the Fair : Professor Bluff, an Elephant Trainer
- 1912 : Just Luck : Hank Fuller
- 1912 : Wild Pat : Wild Pat
- 1912 : The Absent-Minded Valet : Mr. Fussly
- 1912 : Doctor Bridget : Freddie
- 1912 : Adam and Eve : Adam
- 1912 : All for a Girl : Newspaper Editor
- 1912 : A Woman : The Husband
- 1913 : The Wreck (en) de W. J. Lincoln : Sanford Carlyle
- 1913 : Wild Beasts at Large
- 1913 : Casey at the Bat : Casey
- 1913 : The Delayed Letter : Bob Legrande
- 1913 : Ma's Apron Strings : Ernie Smith
- 1913 : The Man Higher Up
- 1913 : Mr. Ford's Temper
- 1913 : Suspicious Henry
- 1913 : Tim Grogan's Foundling
- 1913 : Red and White Roses : Murray
- 1913 : His Honor, the Mayor : Balder
- 1913 : Alixe; or, The Test of Friendship : Morton Shaw
- 1913 : The Golden Hoard; or, Buried Alive : Red Morel
- 1913 : Playing with Fire : Harrington
- 1913 : Hearts of the First Empire : Rostan
- 1913 : Bingles Mends the Clock
- 1913 : The Deerslayer : Deerslayer
- 1913 : Vampire of the Desert : Ishmael
- 1913 : His Life for His Emperor : Captain Lacroix
- 1913 : Tricks of the Trade : A Fake Beggar
- 1913 : The Forgotten Latchkey
- 1913 : A Regiment of Two : Harry Bennett
- 1913 : The Drop of Blood
- 1913 : The Lion's Bride : Basil McDermott
- 1913 : Song Bird of the North
- 1913 : The Lady and the Glove
- 1913 : The Line-Up : Dan
- 1913 : The Tiger
- 1913 : Our Wives : Rosweel Chandler
- 1913 : The Next Generation
- 1913 : The Swan Girl
- 1913 : A Lesson in Jealousy
- 1914 : Four Thirteen
- 1914 : The Right and the Wrong of It
- 1914 : The Battle of the Weak
- 1914 : A Million Bid : Geoffrey Marshe
- 1914 : Doctor Smith's Baby
- 1914 : My Official Wife : Arthur Bainbridge Lennox
- 1914 : Shadows of the Past : Brandon
- 1914 : Into the Depths
- 1914 : Seed and the Harvest
- 1914 : A Costume Piece
- 1914 : How to Do It and Why; or, Cutey at College
- 1914 : How Cissy Made Good
- 1915 : The Man Behind the Door : Johnston
- 1915 : The Chief's Goat
- 1915 : The Silent Plea
- 1915 : The Enemies
- 1915 : The Scar
- 1915 : A Pillar of Flame
- 1915 : The Girl Who Might Have Been
- 1915 : Crooky : John W. Dough
- 1915 : To Cherish and Protect : Harry Crane
- 1915 : The Good in the Worst of Us
- 1915 : The Shadow of Fear
- 1915 : The Man Who Couldn't Beat God : Actor as Bill Sykes
- 1915 : The Woman in the Box
- 1915 : A Price for Folly : M. Henri Landon
- 1915 : The Making Over of Geoffrey Manning : Geoffrey Manning
- 1916 : The Ruse
- 1916 : For a Woman's Fair Name : McGregor
- 1916 : Salvation Joan : 'Bill' alias of John Hilton
- 1916 : The Law Decides : Lorenz
- 1916 : Whom the Gods Destroy : Leslie St. George Leigh
- 1917 : The Courage of Silence : Bradley
- 1917 : Womanhood, the Glory of the Nation : Paul Strong
- 1917 : Within the Law : Joe Garson
- 1917 : Her Secret : Rex Fenton
- 1917 : The Question : John Stedman
- 1917 : The Countess
- 1917 : Richard the Brazen : Richard Williams
- 1917 : Who Goes There? : Kervyn Guild
- 1917 : His Own People : Hugh O'Donnell
- 1918 : The Grouch : The Manager
- 1918 : The Other Man : John Stedman / Martin West
- 1918 : The Desired Woman de Paul Scardon : Richard Mostyn
- 1918 : A Bachelor's Children : Hugh Jordan
- 1918 : The Golden Goal : John Doran
- 1918 : A Game with Fate : Robert Harwell
- 1918 : Tangled Lives : John Howland
- 1918 : All Man : John Olsen
- 1918 : The Green God : Owen Morgan
- 1918 : The King of Diamonds : Oliver Bennett
- 1918 : Hoarded Assets : Jerry Rufus
- 1919 : Silent Strength : Dan La Roche / Henry Grozier
- 1919 : Mirage d'amour (Fighting Destiny) de Paul Scardon  : Larry Cavendish
- 1919 : Beating the Odds : David Power
- 1919 : Beauty-Proof : Cpl. Steele
- 1919 : The Man Who Won : Christopher Keene
- 1919 : Shadows of the Past : Brandon
- 1919 : In Honor's Web : Frank Powell
- 1919 : The Gamblers : Wilbur Emerson
- 1919 : The Darkest Hour : Peter Schuyler
- 1920 : The Birth of a Soul : Philip Grey / Charles Drayton
- 1920 : The Flaming Clue : Ralph Cornell
- 1920 : The Sea Rider : Stephen Hardy
- 1920 : The Gauntlet : Roderick Beverly
- 1921 : A Man's Home : Frederick Osborn
- 1922 : Beyond the Rainbow de Christy Cabanne : Edward Mallory
- 1922 : Wildness of Youth : James Surbrun
- 1922 : The Rapids : Robert Fisher Clarke
- 1922 : The Curse of Drink : Bill Sanford
- 1923 : Where the Pavement Ends : Captain Hull Gregson
- 1923 : The Empty Cradle : John Larkin
- 1923 : Marriage Morals : Marvin
- 1923 : La Déesse rouge (The Green Goddess) : Major Crespin
- 1924 : Capitaine Janvier (Captain January) : George Maxwell
- 1924 : The Painted Lady : Captain Sutton
- 1924 : Le Ravageur (The Roughneck) de Jack Conway : Mad McCara
- 1925 : Camille of the Barbary Coast : Dan McCarthy
- 1925 : Barriers Burned Away : Howard Mellon
- 1925 : The Heart of a Siren : John Strong
- 1925 : The Adventurous Sex : The Father
- 1925 : Voulez-vous m'épouser ? (Headlines) : Donald Austin
- 1926 : Aloma (Aloma of the South Seas) : Red Malloy
- 1927 : Twin Flappers
- 1928 : Under the Tonto Rim : Sam Spralls
- 1928 : The Fifty-Fifty Girl
- 1929 : Le Retour de Sherlock Holmes (The Return of Sherlock Holmes) : Professeur Moriarty
- 1932 : The Trans-Atlantic Mystery
- 1932 : His Honor -- Penrod : John Curtis
- 1933 : The Shadow Laughs : Captain Morgan
- 1934 : Very Close Veins